# Aventureiro (Grupo Revelação)
Aventureiro é um álbum de estúdio de pagode e samba do Grupo Revelação, lançado em 2008 pela Deckdisc. Contém 15 faixas, entre elas os singles "Aventureiro", "Medo de Amar", "Ajoelhou Tem Que Rezar" e "Só Depois", além do grande sucesso "Beleza Que é Você, Mulher" de Benito Di Paula.

## Faixas
1. Ajoelhou Tem Que Rezar
2. Medo de Amar
3. Aventureiro
4. Lá Vem Ela
5. Viajei Na Ilusão
6. Além do Normal
7. Tá Tudo Arrumado
8. Coladinho
9. Beleza Que é Você Mulher
10. Tá Tudo Errado
11. Dilema
12. Frágil Guerreiro
13. Na Barra da Saia
14. Só Depois
15. Pai

## Singles
- O primeiro single foi Aventureiro
- O segundo single foi Medo de Amar
- O terceiro single foi Ajoelhou Tem Que Rezar
- O quarto single foi Só Depois